# Leucania chosenicola
Leucania chosenicola là một loài bướm đêm trong họ Noctuidae. Loài này được Bryk miêu tả khoa học lần đầu tiên năm 1948.